# Campionati del mondo di ciclismo su pista 2019 - Americana femminile
La gara americana femminile ai Campionati del mondo di ciclismo su pista 2019 si è svolta il 2 marzo 2019 su un percorso di 120 giri per un totale di 30 km con sprint intermedi ogni 10 giri, di cui l'ultimo con punti doppi. La vittoria andò alla squadra olandese che concluse il percorso con il tempo di 42'38" alla media di 42,21 km/h.
Presero parte alla competizione 18 squadre di federazioni diverse, delle quali 14 completarono la gara.

## Podio
| Pos.    | Atleta                       | Nazionalità |
| ------- | ---------------------------- | ----------- |
| Oro     | Kirsten Wild Amy Pieters     | Paesi Bassi |
| Argento | Georgia Baker Amy Cure       | Australia   |
| Bronzo  | Amalie Dideriksen Julie Leth | Danimarca   |

## Risultati
| Posizione | Atleti                                        | Nazione       | Punti giri | Punti sprint | Totale |
| --------- | --------------------------------------------- | ------------- | ---------- | ------------ | ------ |
| 1         | Kirsten Wild Amy Pieters                      | Paesi Bassi   | 0          | 33           | 33     |
| 2         | Georgia Baker Amy Cure                        | Australia     | 0          | 31           | 31     |
| 3         | Amalie Dideriksen Julie Leth                  | Danimarca     | 0          | 24           | 24     |
| 4         | Neah Evans Katie Archibald                    | Gran Bretagna | 0          | 15           | 15     |
| 5         | Letizia Paternoster Maria Giulia Confalonieri | Italia        | 0          | 14           | 14     |
| 6         | Gulnaz Badykova Marija Novolodskaja           | Russia        | 0          | 9            | 9      |
| 7         | Lotte Kopecky Jolien D'Hoore                  | Belgio        | 0          | 8            | 8      |
| 8         | Daria Pikulik Wiktoria Pikulik                | Polonia       | 0          | 5            | 5      |
| 9         | Shannon McCurley Lydia Boylan                 | Irlanda       | 0          | 2            | 2      |
| 10        | Clara Copponi Pascale Jeuland                 | Francia       | 0          | 2            | 2      |
| 11        | Yumi Kajihara Kie Furuyama                    | Giappone      | 0          | 0            | 0      |
| 12        | Léna Mettraux Aline Seitz                     | Svizzera      | 0          | 0            | 0      |
| 13        | Ganna Solovei Anna Nahirna                    | Ucraina       | 0          | 0            | 0      |
| 14        | Lizbeth Salazar Sofía Arreola                 | Messico       | −20        | 0            | −20    |
| —         | Leung Bo Yee Pang Yao                         | Hong Kong     | DNF        | DNF          | DNF    |
| —         | Michaela Drummond Racquel Sheath              | Nuova Zelanda | DNF        | DNF          | DNF    |
| —         | Lucie Hochmann Kateřina Kohoutková            | Rep. Ceca     | DNF        | DNF          | DNF    |
| —         | Allison Beveridge Kinley Gibson               | Canada        | DNF        | DNF          | DNF    |

Nota: DNF ritirate